# Кулмајн
Кулмајн (њем. Kulmain) општина је у њемачкој савезној држави Баварска. Једно је од 26 општинских средишта округа Тиршенројт. Према процјени из 2010. у општини је живјело 2.341 становника. Посједује регионалну шифру (AGS) 9377133.

## Географски и демографски подаци
Кулмајн се налази у савезној држави Баварска у округу Тиршенројт. Општина се налази на надморској висини од 485 метара. Површина општине износи 32,3 km². У самом мјесту је, према процјени из 2010. године, живјело 2.341 становника. Просјечна густина становништва износи 72 становника/km².

## Међународна сарадња
| Мјесто                | Држава   | Врста сарадње | Од    |
| --------------------- | -------- | ------------- | ----- |
| Пурбах ам Нојзидлерзе | Аустрија | партнерство   | 1988. |
| Извор                 |          |               |       |